# Žuta Lokva
Žuta Lokva är en ort i Kroatien. Orten har 37 invånare (2001) och ligger Brinjes kommun i Lika-Senjs län i den västra delen av landet.

## Kommunikationer
Vid orten passerar motorvägen A1 som i nordlig riktning leder mot Bosiljevo och Zagreb, i söder mot Split. Ortens betydelse som trafikknutpunkt kommer att öka i framtiden då motorvägen A7 som i nordlig riktning leder mot Rijeka står helt färdig.